# Servicio doméstico en Uruguay
El servicio doméstico en Uruguay está regulado como actividad laboral, desde 2006 mediante la Ley 18.065. Desde 2005 existen convenios para fijar el salario mínimo de las trabajadoras domésticas. La ley 18.065 regula las relaciones laborales, salario y días de descanso.
Uruguay fue el primer país que ratificó la Convención Internacional sobre Trabajo Doméstico.

## Historia
Al igual que en muchos países latinoamericanos, durante mucho tiempo el trabajo doméstico estuvo considerado una ocupación de segundo orden;[cita requerida] para muchos, "empleada" es sinónimo de "trabajadora doméstica", predominaba la visión de que se trataba de alguien que colaboraba con la familia recibiendo a cambio una retribución discrecional por parte del empleador. Incluso es habitual la "empleada con cama", que vive en la casa del empleador, disponible todo el día para tareas domésticas. Con la ley de trabajo doméstico incorporó la limitación de la jornada. 
Según cifras del 2014, alrededor de 100 000 personas están ocupadas como servicio doméstico en Uruguay. Del total de las mujeres trabajadoras en diferentes oficios, el 13.6% se encuentran empleadas como trabajadoras en el servicio doméstico remunerado.
La Liga de amas de casa del Uruguay es una organización de la sociedad civil, funciona un consultorio jurídico gratuito para atender dudas y consultas de empleadores. Su actual presidenta es Mabel Lorenzo.

## Sindicato Único de Trabajadoras Domésticas
El Sindicato Único de Trabajadoras Domésticas (SUTD) es un movimiento sindical que busca promocionar y defender los derechos sociales y laborales de las trabajadoras y trabajadores domésticos de todo el país. El SUTD que esta nucleado en el PIT-CNT tiene su sede en la calle Germán Barbato 1371 Ap. 22, donde se ofrece asesoramiento legal y jurídico a las trabajadoras y trabajadores del sector. El SUTD tiene también la finalidad de fomentar un espacio de interacción e integración a través de la participación colectiva.  
El 27 de noviembre de 2006  se promulgó la Ley N.º 18.065 donde se reconoce tanto los derechos de las y los trabajadores (jornadas de 8 horas, derecho a las 9 horas de descanso para las trabajadoras sin retiro, fijación del salario vacacional, licencia e indemnización por despido) como el reconocimiento de derechos colectivos de participación en los Consejos de Salarios. Esta Ley se comenzó a pensar en el año 2005 y se elaboró en un proceso de trabajo conjunto entre el SUTD y el Ministerio de Trabajo y Seguridad Social. 
El 19 de agosto del 2008 se lleva a cabo el primer Consejo de Salarios en acuerdo tripartito en el que participa el SUTD en representación de las trabajadoras,  la Liga de Amas de Casa, Consumidores y Usuarios del Uruguay por los empleadores y delegados del Poder Ejecutivo. En el Consejo de Salarios de ese año se aprobó el 19 de agosto como día de la empleada doméstica, un feriado pago para todas las trabajadoras y trabajadores domésticos del país.